# Donde el círculo termina (película de 1959)
The Scapegoat es una película británica de misterio de 1959 dirigida por Robert Hamer y protagonizada por Alec Guinness , Nicole Maurey y Bette Davis . El guion fue de Hamer y Gore Vidal basado en la novela de 1957 del mismo nombre de Daphne du Maurier.

## Sinopsis
John Barratt, un profesor de francés solitario y descontento en una universidad británica, está de vacaciones en Francia. Allí, por casualidad, conoce a su doble, el noble francés Jacques De Gué. Se familiarizan. Barratt se emborracha y acepta la invitación de De Gué de compartir su habitación de hotel. Cuando se despierta a la mañana siguiente, Barratt se encuentra solo en la habitación, sin ropa. El chófer de De Gué, Gaston, aparece para llevar a su amo a casa, y Barratt no puede convencerlo de que él no es el noble. Gaston llama al Dr. Aloin, quien diagnostica (por teléfono) que el inglés sufre esquizofrenia.

## Reparto
- Alec Guinness como John Barratt / Jacques De Gué
- Bette Davis como De Gué
- Nicole Maurey como Béla
- Irene Worth como Françoise
- Pamela Brown como Blanche
- Annabel Bartlett como Marie-Noel
- Geoffrey Keen como Gaston
- Noel Howlett como Dr. Aloin
- Peter Bull como Aristide
- Leslie French como Lacoste
- Alan Webb como el Inspector
- Maria Britneva como Maid
- Eddie Byrne como el barman
- Alexander Archdale como el gamekeeper
- Peter Sallis como customs official
- Sam Kydd (no acreditado)